# Araschnia prorsoides
Araschnia prorsoides is een vlinder uit de familie Nymphalidae. De wetenschappelijke naam van de soort is voor het eerst geldig gepubliceerd in 1871 door Émile Blanchard.